# Marius Wolf
Marius Wolf (ur. 27 maja 1995 w Coburgu) – niemiecki piłkarz grający na pozycji pomocnika, reprezentant Niemiec. Wychowanek TSV 1860 Monachium, w swojej karierze grał także w takich zespołach jak Hannover 96 oraz Eintracht Frankfurt.